# Saint-Julien-le-Vendômois
Pour les articles homonymes, voir Saint-Julien.
Saint-Julien-le-Vendômois est une commune française située dans le département de la Corrèze en région Nouvelle-Aquitaine.

## Géographie

### Localisation
C'est une commune limitrophe avec le département de la Haute-Vienne et voisine de celui de la Dordogne.

### Communes limitrophes
Les communes limitrophes sont  Arnac-Pompadour, Beyssenac, Coussac-Bonneval, Lubersac, Saint-Yrieix-la-Perche, Saint-Éloy-les-Tuileries et Ségur-le-Château.
| Saint-Yrieix-la-Perche (Haute-Vienne) | Coussac-Bonneval (Haute-Vienne) |                 |
| Saint-Éloy-les-Tuileries              | Saint-Julien-le-Vendômois       | Lubersac        |
| Ségur-le-Château                      | Beyssenac                       | Arnac-Pompadour |

### Climat
Pour des articles plus généraux, voir Climat de la Nouvelle-Aquitaine et Climat de la Corrèze.
Historiquement, la commune est dans une zone de transition entre les climats océaniques aquitain et limousin.  
En 2020, Météo-France publie une typologie des climats de la France métropolitaine dans laquelle la commune est exposée à un climat océanique altéré et est dans la région climatique  Ouest et nord-ouest du Massif Central, caractérisée par une pluviométrie annuelle de 900 à 1 500 mm, maximale en automne et en hiver.
Pour la période 1971-2000, la température annuelle moyenne est de 11,3 °C, avec  une amplitude thermique annuelle de 14,9 °C. Le cumul annuel moyen de précipitations est de 1 095 mm, avec 12,3 jours de précipitations en janvier et 7,8 jours en juillet. Pour la période 1991-2020, la température moyenne annuelle observée sur la station météorologique la plus proche, située sur la commune de Lubersac à 6 km à vol d'oiseau, est de 11,7 °C et le cumul annuel moyen de précipitations est de 1 130,6 mm,. Pour l'avenir, les paramètres climatiques de la commune estimés pour 2050 selon différents scénarios d’émission de gaz à effet de serre sont consultables sur un site dédié publié par Météo-France en novembre 2022.

## Urbanisme

### Typologie
Au 1er janvier 2024, Saint-Julien-le-Vendômois est catégorisée commune rurale à habitat très dispersé, selon la nouvelle grille communale de densité à 7 niveaux définie par l'Insee en 2022.
Elle est située hors unité urbaine. Par ailleurs la commune fait partie de l'aire d'attraction de Saint-Yrieix-la-Perche, dont elle est une commune de la couronne,. Cette aire, qui regroupe 11 communes, est catégorisée dans les aires de moins de 50 000 habitants,.

### Occupation des sols
L'occupation des sols de la commune, telle qu'elle ressort de la base de données européenne d’occupation biophysique des sols Corine Land Cover (CLC), est marquée par l'importance des territoires agricoles (85,6 % en 2018), en diminution par rapport à 1990 (87,4 %). La répartition détaillée en 2018 est la suivante : 
zones agricoles hétérogènes (73,2 %), forêts (13,2 %), prairies (11,8 %), milieux à végétation arbustive et/ou herbacée (1,1 %), terres arables (0,6 %).
L'évolution de l’occupation des sols de la commune et de ses infrastructures peut être observée sur les différentes représentations cartographiques du territoire : la carte de Cassini (XVIIIe siècle), la carte d'état-major (1820-1866) et les cartes ou photos aériennes de l'IGN pour la période actuelle (1950 à aujourd'hui).

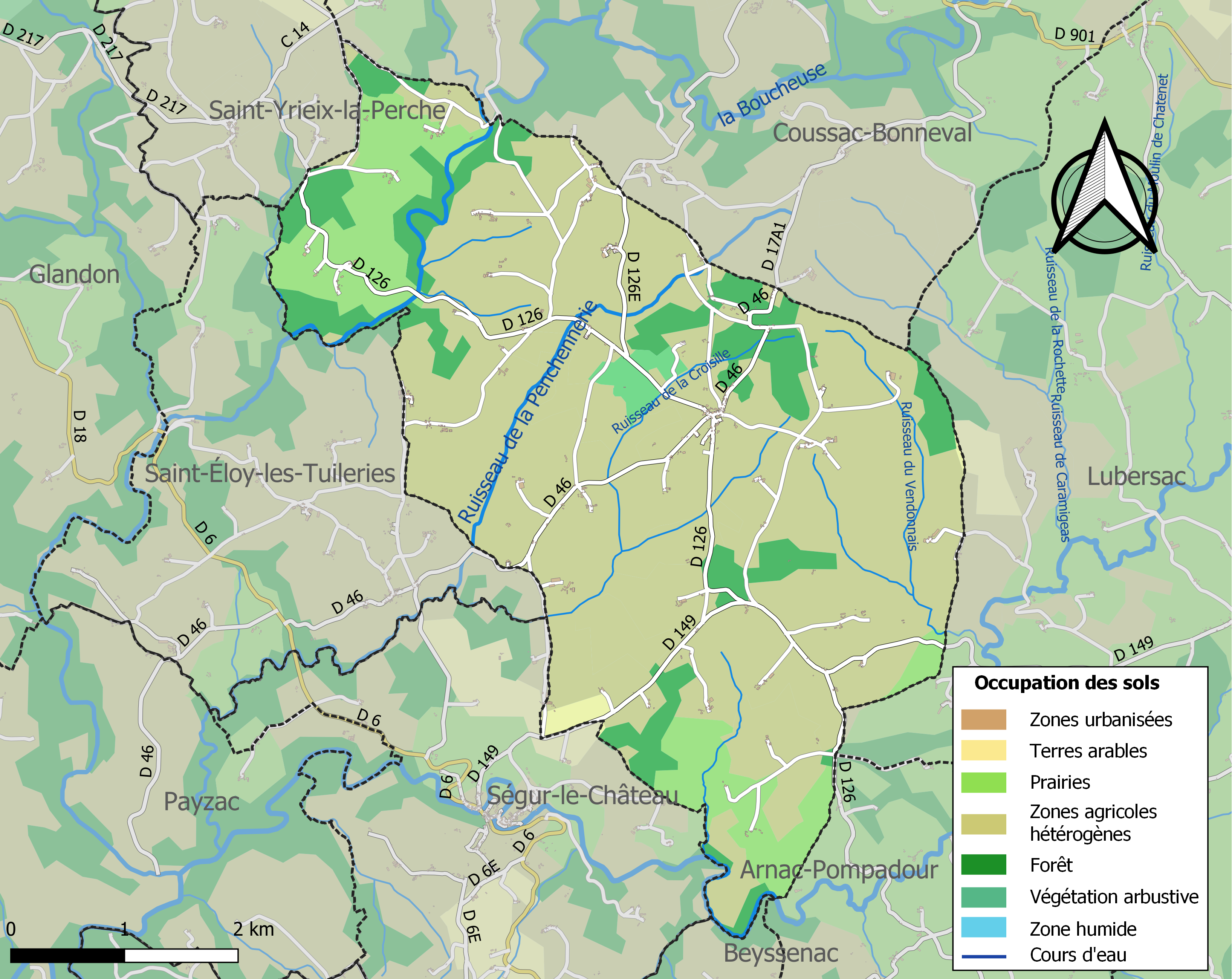
Carte des infrastructures et de l'occupation des sols de la commune en 2018 (CLC).

### Risques majeurs
Le territoire de la commune de Saint-Julien-le-Vendômois est vulnérable à différents aléas naturels : météorologiques (tempête, orage, neige, grand froid, canicule ou sécheresse), feux de forêts et séisme (sismicité très faible). Un site publié par le BRGM permet d'évaluer simplement et rapidement les risques d'un bien localisé soit par son adresse soit par le numéro de sa parcelle.

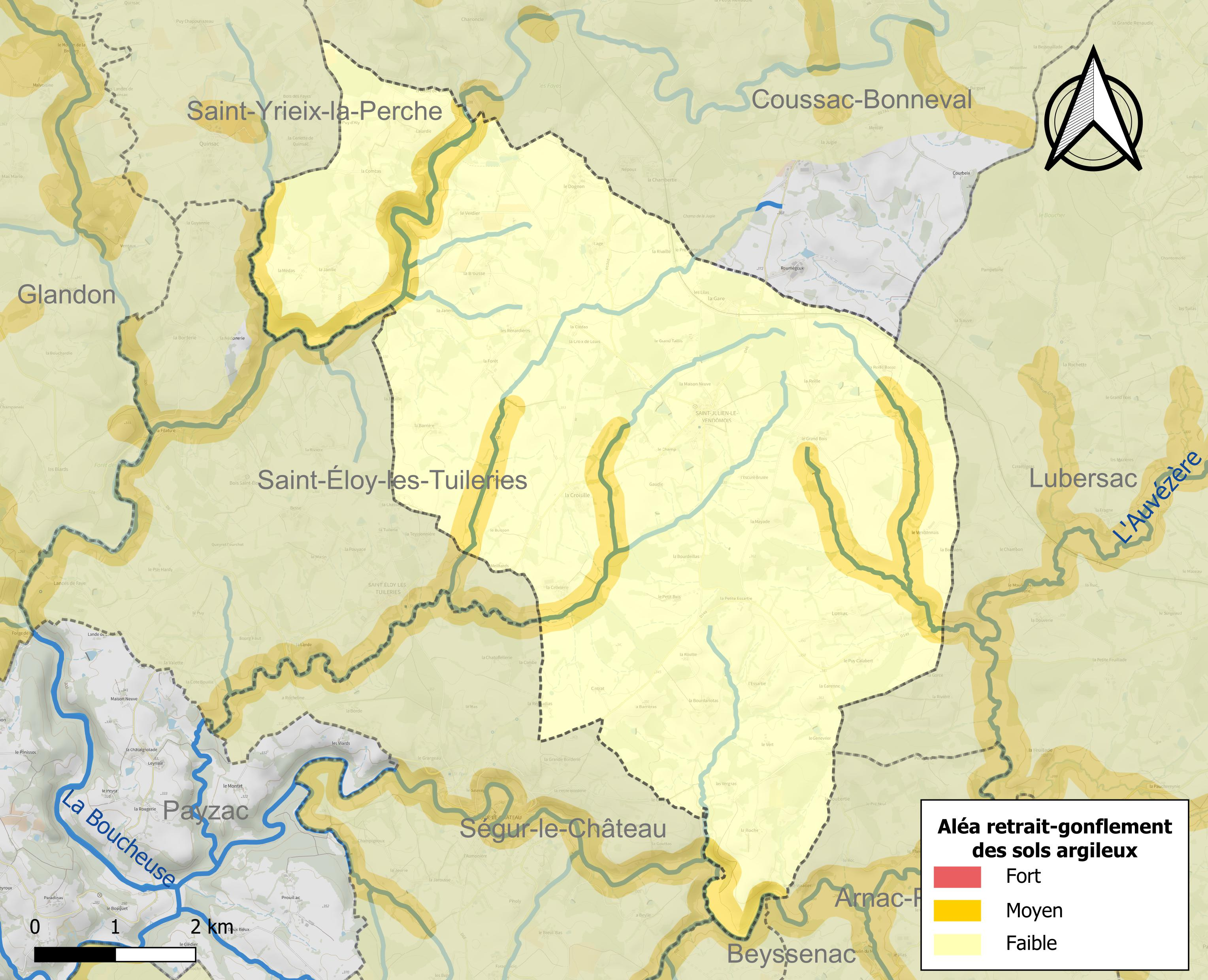
Carte des zones d'aléa retrait-gonflement des sols argileux de Saint-Julien-le-Vendômois.

Le retrait-gonflement des sols argileux est susceptible d'engendrer des dommages importants aux bâtiments en cas d’alternance de périodes de sécheresse et de pluie. 14 % de la superficie communale est en aléa moyen ou fort (26,8 % au niveau départemental et 48,5 % au niveau national). Sur les 168 bâtiments dénombrés sur la commune en 2019, quatre sont en aléa moyen ou fort, soit 2 %, à comparer aux 36 % au niveau départemental et 54 % au niveau national. Une cartographie de l'exposition du territoire national au retrait gonflement des sols argileux est disponible sur le site du BRGM,.
Concernant les feux de forêt, aucun plan de prévention des risques incendie de forêt (PPRIF) n’a été établi en Corrèze, néanmoins le code de l’urbanisme impose la prise en compte des risques dans les documents d’urbanisme. Le périmètre des servitudes d'utilité publique et des zones d'obligation légale de débroussaillement pour les particuliers est quant à lui défini pour la commune dans une carte dédiée. 

## Politique et administration
| Période   | Période  | Identité                                          | Étiquette | Qualité     |
| --------- | -------- | ------------------------------------------------- | --------- | ----------- |
| mars 2001 | 2008     | Daniel Lebos                                      |           |             |
| mars 2008 | En cours | Jean-Pierre Nexon, Réélu pour le mandat 2020-2026 |           | Agriculteur |

## Démographie
| 1793 | 1800 | 1806 | 1821 | 1831 | 1836 | 1841 | 1846 | 1851 |
| ---- | ---- | ---- | ---- | ---- | ---- | ---- | ---- | ---- |
| 809  | 343  | 592  | 701  | 672  | 623  | 609  | 609  | 663  |

| 1856 | 1861 | 1866 | 1872 | 1876 | 1881 | 1886 | 1891 | 1896 |
| ---- | ---- | ---- | ---- | ---- | ---- | ---- | ---- | ---- |
| 676  | 642  | 639  | 622  | 694  | 695  | 736  | 805  | 866  |

| 1901 | 1906 | 1911 | 1921 | 1926 | 1931 | 1936 | 1946 | 1954 |
| ---- | ---- | ---- | ---- | ---- | ---- | ---- | ---- | ---- |
| 904  | 918  | 941  | 825  | 803  | 757  | 749  | 687  | 639  |

| 1962 | 1968 | 1975 | 1982 | 1990 | 1999 | 2006 | 2011 | 2016 |
| ---- | ---- | ---- | ---- | ---- | ---- | ---- | ---- | ---- |
| 589  | 547  | 448  | 375  | 322  | 308  | 274  | 261  | 250  |

| 2021 | 2022 | - | - | - | - | - | - | - |
| ---- | ---- | - | - | - | - | - | - | - |
| 242  | 239  | - | - | - | - | - | - | - |

## Lieux et monuments
- L'église Saint-Julien à Saint-Julien-le-Vendômois.

## Personnalités liées à la commune

### Héraldique
| Blason de Saint-Julien-le-Vendômois | Blason  | Écartelé : aux 1er et 4e de gueules au pal de vair, aux 2e et 3e contre-écartelés, au I et IV fascé d'argent et d'azur de quatre pièces, au II et III de gueules plain. |
| Blason de Saint-Julien-le-Vendômois | Détails | Le statut officiel du blason reste à déterminer. |